# Zelotes kukushkini
Zelotes kukushkini är en spindelart som beskrevs av Mykola M. Kovblyuk 2006. Zelotes kukushkini ingår i släktet Zelotes och familjen plattbuksspindlar.
Artens utbredningsområde är Ukraina. Inga underarter finns listade i Catalogue of Life.